# Léon-Jules Lemaître
Pour les articles homonymes, voir Lemaître.
Léon-Jules Lemaître, né le 14 octobre 1850 à Longueville-sur-Scie, et mort le 6 juin 1905 aux Essarts, est un peintre français de l'École de Rouen.

## Biographie
Élève à l'École des beaux-arts de Paris, il a peint essentiellement des scènes urbaines à Paris ou à Rouen.
Il repose au cimetière monumental de Rouen.
Plusieurs de ses toiles sont conservées au musée des beaux-arts de Rouen, au musée de Louviers, au Château-musée de Dieppe et au musée d'Elbeuf.

## Œuvre

### Collections publiques
En France
- Dieppe, Château-musée :
  - L'église Saint-Jacques, Dieppe, huile sur panneau, 31,5 × 15,9 cm[1]
  - Une rue, huile sur panneau, 19,5 × 12 cm[2]
  - Le quai Duquesne, Dieppe, huile sur panneau, 15,7 × 21,9 cm[3]
  - Place Nationale à Dieppe, huile sur panneau, 16 × 21,6 cm[4]
  - Deux femmes portant du poisson ; Avant-port de Dieppe (au fond de l'église Saint-Jacques), huile sur panneau, 16 × 10,9 cm[5]
  - Marins, huile sur panneau, 16 × 11 cm[6]
- Elbeuf, musée municipal :
  - Sortie de messe à l'église Saint-Jean, 1893, huile sur toile, 65 × 45 cm[7]
- Louviers, musée municipal :
  - Le Gros-Horloge à Rouen, 1890, huile sur panneau, 23,8 × 32,7 cm[8]
  - Saint-Maclou à Rouen, 25/12/1890, huile sur carton, 32,8 × 23,8 cm[9]
  - Le peintre dans son atelier, huile sur panneau, 41 × 32,5 cm[10]
  - Le Pont Corneille à Rouen ; Rouen, le Pont de pierre, 1890, huile sur toile, 50 × 73 cm[11]
  - La cour du Palais de Justice de Rouen, 1890, huile sur toile, 54 × 73,5 cm[12]
- Rouen, musée des beaux-arts :
  - Le Pont Corneille à Rouen, temps de pluie, 1891, huile sur toile[13],[14]
  - La rue du Gros-Horloge, huile sur panneau, 33 × 20 cm[15]
  - Le port de Rouen, huile sur panneau, 23 × 40 cm[16]
  - Dieppe, le quai du Pollet, huile sur toile, 23 × 40 cm[17]
  - Rue des boucheries-Saint-Ouen à Rouen, 1898, huile sur toile, 42,5 × 18,5 cm[18]
  - Autoportrait sur le Pont_Boieldieu, huile sur toile, 22,2 × 16 cm[19]
  - Saint-Maclou de Rouen, huile sur toile, 33,5 × 13,5 cm[20]
  - Le Palais de Justice de Rouen, huile sur toile, 33,2 × 20,2 cm[21]

## Galerie

Œuvres de Léon-Jules Lemaître
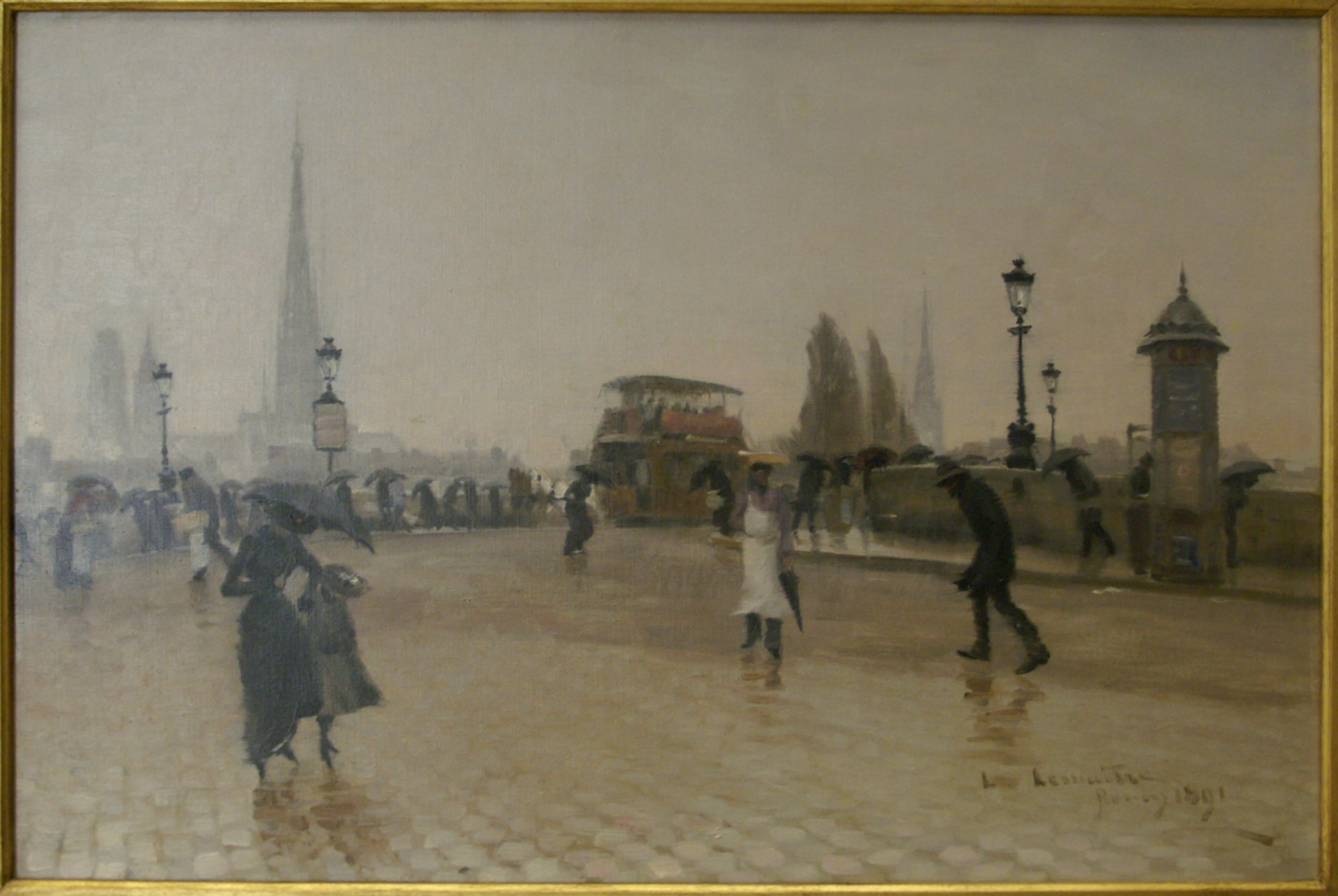
Le Pont Corneille à Rouen, temps de pluie (1891), musée des beaux-arts de Rouen.
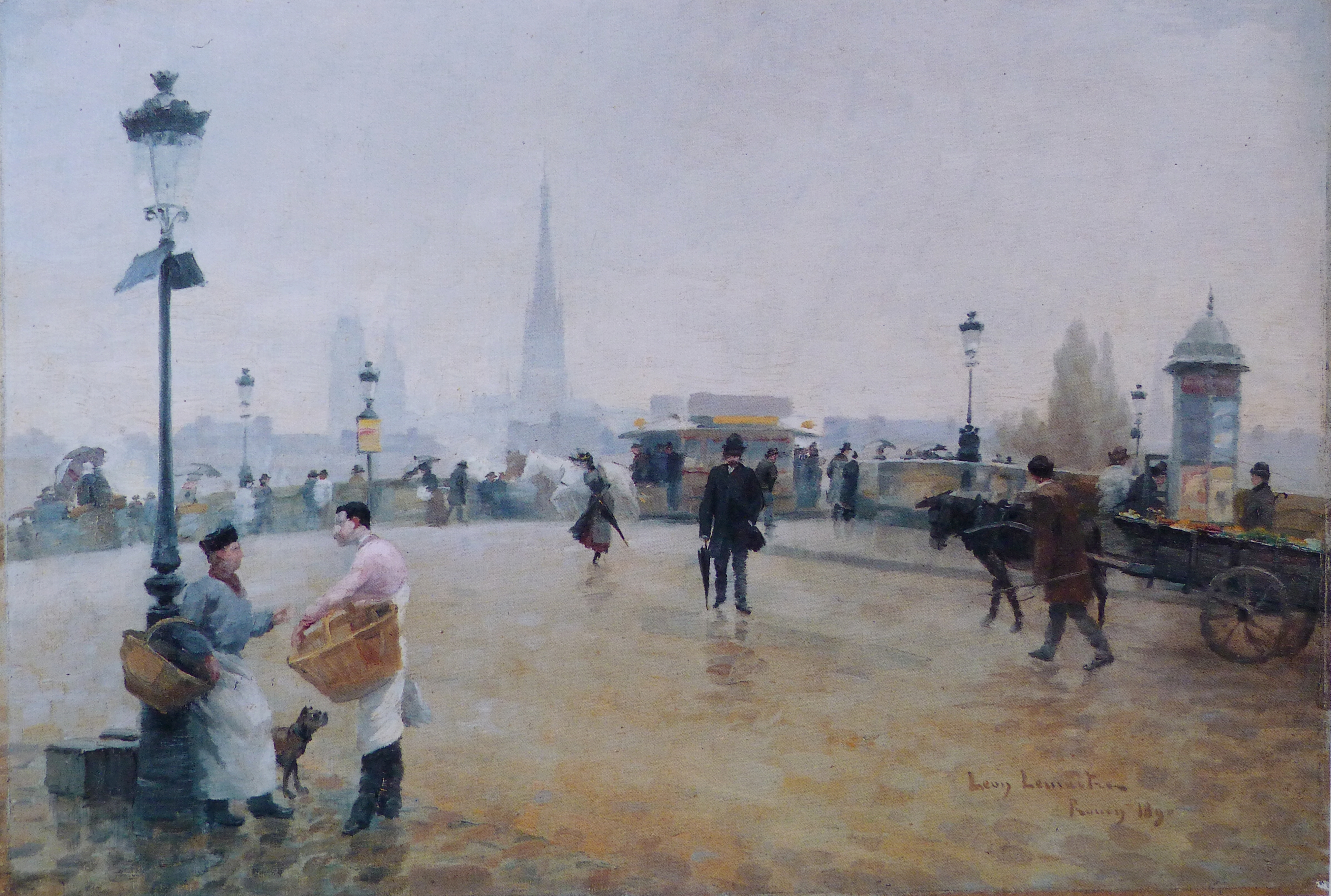
Le Pont Corneille (1890), musée de Louviers.